# خر سه‌پا
خر سه‌پا، در افسانه‌ها و اساطیر ایرانی و معتقدات آیین زرتشت، موجودی اسطوره‌ای و ساکن دریای فراخکرد است که احتمال می‌رود یکی از خدایان پیش زرتشتی باشد. این موجود اساطیری شگفت‌انگیز، تشتر را در تقسیم و جمع‌آوری آب‌های دریای فراخکرت یاری می‌کند.

## معرفی
خر سه‌پا یا خَرَ یا موجودی بسیار شگفت‌انگیز است که خاستگاه او روشن نیست و این نکته نیز در مورد او آشکار نشده که وی را بر کدامین حیوان اسطوره‌ای می‌توان منطبق نمود. یکی از محققان معتقد است که این اسطوره در اصل بخشی از اسطورهٔ آسمانی است، چراکه در روایاتی همچون روایت زیر، که از بندهش نقل شده، از این که او آب‌های کیهانی را به جنبش درمی‌آورد، سخن گفته شده است:
چنین گوید که خر سه‌پا، که در دریای فراخکرد فراز جُنبد، همهٔ آب دریا را به آشفتگی اندازد، آب را به نواحی دیگر دریا افکند.
پژوهشگرانی دیگر معتقدند که خر سه‌پا، در اصل خدایی بیگانه یا پیش زرتشتی است که با اعتقادات ایرانیان تلفیق یافته است. خاستگاه این حیوان اسطوره‌ای هرچه هست، تنها حیوان مقدسی است که سه پا، شش چشم، نه دهان، دو گوش و یک شاخ دارد. خر سه پا، به اندازهٔ کوهی است و گسترهٔ هر پای او، در حد گستره ایست که هزار گوسفند را در خود جای دهد، وظیفه خر سه پا، نابود کردن بیماری‌ها و بلاهاست.

## شرح افسانه‌ای
خر سه‌پا در میان اقیانوس بی‌کران به پا ایستاده است. وی سه پا، شش چشم، نُه دهان، دو گوش، و یک شاخ دارد و بدنش سفید است. خر سه‌پا از معنویات تغذیه می‌کند و دوستدار راستی و فرزانگی است. دو چشم او در جایگاه معمولی چشمها، دو چشم در بالای سر، و دو چشم در آبگاه او قرار دارد. خر سه‌پا با این شش چشم تیزبین خویش، بر دشمنان پیروز می‌شود و آنها را نابود می‌سازد.
از نه دهان او، سه دهان در سر، سه دهان در آبگاه، و سه دهان در قسمت داخلی پهلوها قرار دارد. هر دهان او به حجم یک خانهٔ روستایی است و خود این خانه به فراخی کوه الوند است (یازده هزار پا، بالای سطح دریا).
هنگامیکه خر سه‌پا، گردن خود را در اقیانوس فرو می‌برد، گوشهایش خوف و رعب برمی‌انگیزد و آب اقیانوس فراخ متلاطم می‌گردد. هنگامیکه خر سه پا در دریا پیشاب می‌ریزد در آب دریا ادرار می کند، تمامی آب دریا تطهیر می‌شود. چراکه در غیراینصورت، آب دریا در نتیجهٔ تماس با زهری که موجودات پلید در آن وارد کرده بودند، تباه می‌شد.
این شرح افسانه‌ای، برداشتی است که آلبرت جوزف کارنوی، از متن بندهش کرده است. در بخش ذیل به اصل متن، به روایت جان راسل هیلینز می‌پردازیم.

## روایت بندهش
متن روایت بندهش (۱۹، ۱–۱۰)، از خر سه پا چنین است:
«خر سه پا، میان دریای فراخکرد ایستد. او را پای سه، و چشم شش، و گند[=بیضه] نه، گوش دو، و شاخ یک؛. او را آن شش چشم، دو تا به چشمگاه [محل طبیعی چشم= حدقه چشم]، و دو تا به بالای سر، دو تا به کوهانگاه است. بدان شش چشم، بدترین خطر پرمحنت را برطرف سازد و نابود کند. آن نه گُند، سه تا به سر، سه تا به کوهان، سه تا به درون نیمه پهلو است و هر گُندی به اندازهٔ بزرگی خانه ایست.
او را بلندا[=قد]، به اندازهٔ کوه خونوند است و آن سه پای هریک چون نهاده شود، آن چند زمین را فراگیرد که هزار میش، به همنشینی گرد فرونشینند. خوردگ پای به اندازه ایست که هزار مرد با اسب و هزار گردونه بدو درگذرد؛ و آن دو گوش سرزمین مازندران را بگرداند. آن یک شاخ زرین، همانند سوورا است و از آن یک هزار شاخ دیگر رسته است، که بزرگ و کوچک، به بلندی شتری و به بلندی اسبی و به بالای گاوی و قامت خری باشد. بدان شاخ، همهٔ آن بدترین خطرهای کوشنده برطرف سازد و نابود کند.
چون آن خر در دریا گردن افرازد و گوش خم کند، همهٔ آب دریای فراخکرد به لرزه بلرزد، آب کرانه و ناف برآشوبد. چون بانگ کند، همه آفریدگان مادّهٔ آبزیِ هر فردی آبستن شوند و همهٔ خرفستران آبی آبستن، چون آن بانگ بشنوند، ریدک‌ها شان افکنده شوند. چون در دریا می‌زد، همهٔ آب دریا مطهر شود که به هفت کشور زمین، بدان سبب همه خران، چون آب بینند، فرو می‌زند.
چنین گوید که اگر خر سه‌پای، آب را تطهیر نمی‌کرد، پلیدی که اهریمن برای مرگ آفریدگان هر فردی بر آب برده است، همه آبها نابود می‌شدند. تیشتر آب را از دریا به یاری خر سه‌پای بیش ترساند.
عنبر نیز، پیداست که سرگین خر سه‌پا است؛ زیرا اگر او مینو خورش است، پس آن نم و فرد هر آب را که به سوراخ به تن وی شود، به صورت گمیز و سرگین باز افکند.»

## دیدگاه پژوهشگران
دارمستتر معتقد است که خر سه‌پا، همانند برخی دیگر از اساطیر ایران، یکی از نمودهای ابر طوفانزا است. همچنین ایرانشناس دیگری به نام وست، معتقد است که این موجود، از ایزدان خارجی و غیرآریایی است که مورد قبول مغان مزدایی قرار گرفته و در صف ایزدان نیکوکار درآمده است.